# Un fameux lascar
Pour plus de détails, voir Fiche technique et Distribution.
Un fameux lascar (Some Liar) est un film muet américain réalisé par Henry King, sorti en 1919.

## Synopsis
Robert Winchester McTabb, un vendeur ambulant qui raconte des histoires à dormir debout, arrive à Yellow Jacket (Arizona) pour y vendre des cercueils et des berceaux, avec comme slogan "je les ai au début et à la fin". Celie Sterling croit aux mensonges de McTabb à propos de ses prouesses et lui promet de lui acheter un cercueil s'il tue l'homme qu'elle veut y voit mort, Sheldon Lewis Kellard, qui possède des papiers qui compromettent la réputation de son père. Celie refuse de satisfaire aux désirs de Kellard pour récupérer ces papiers. Pendant ce temps, High Spade McQueen est mis en colère par McTabb et menace de le tuer. McTabb accepte de tuer Kellard, bien que sa couardise le fasse rester près de Celie pour se protéger. Quand McTabb achète deux chevaux, il est accusé d'être un voleur de chevaux, mais il arrive à prouver son innocence. McTabb dit à Celie qu'il a tué Kellard, alors que c'est McQueen le responsable. Celie reconnaît que McTabb est un menteur, mais elle lui pardonne après qu'il a promis de ne plus jamais mentir.

## Fiche technique
- Titre original : Some Liar
- Titre français : Un fameux lascar
- Réalisation : Henry King
- Scénario : Stephen Fox, d'après une nouvelle éponyme de James Oliver Curwood
- Société de production : American Film Company
- Société de distribution : Pathé Exchange (États-Unis) ; Cinématographe Harry (France)
- Pays d’origine :  États-Unis
- Langue : anglais
- Format : Noir et blanc - 35 mm - 1,37:1 - Muet
- Genre : Western
- Durée : 5 bobines
- Dates de sortie : 
  - États-Unis : 18 mai 1919
  - France : 9 juin 1922[2]

## Distribution
- William Russell : Robert Winchester McTabb
- Eileen Percy : Celie Sterling
- Haywood Mack : Sheldon Lewis Kellard
- Gordon Russell : "High Spade" McQueen
- John Gough : Loco Ike